# Centralkommitté
Centralkommitté är det högsta beslutande och verkställande organet i kommunistiska partier runt om i världen under tiden mellan partiernas kongresser. Då emellertid centralkommittén tenderar att vara en stor församling, brukar i praktiken ett annat organ vara det som är högsta beslutande och verkställande organ. Den första centralkommittén grundades 1912 av Vladimir Lenin, när han och den bolsjevikiska fraktionen bröt med Rysslands socialdemokratiska arbetareparti. I oktober 1917 inrättades partiets politbyrå och snart även sekretariatet. Både politbyrån och sekretariatet inrättades för att effektivisera beslutsfattandet, men innebar samtidigt att centralkommittén förlorade makt till de nya politiska organen.

## Sovjetunionen
I Sovjetunionen var centralkommittén en av de tyngsta politiska institutionerna, tillsammans med politbyrån, sekretariatet och partikongressen. De ledande sovjetiska politikerna var medlemmar av både politbyrån och centralkommittésekretariatet. En av centralkommitténs uppgifter var att välja alla partiets högre ledare, till exempel till centralkommitténs politbyrå och sekretariat. Under tiden mellan kommunistpartiets kongresser ansågs centralkommittén vara det högst beslutande organet i partiet. Kommittén sammanträdde ungefär var sjätte månad i plenum för att bekräfta de beslut som tagits av partiets toppskikt. Centralkommittén var generellt ganska stor, 1989 bestod den av mer än 300 medlemmar. Storleken på organet gjorde att det i praktiken var mindre sammanslutningar som politbyrån som tog initiativ till och beslut i olika frågor.